# Mínim de Maunder

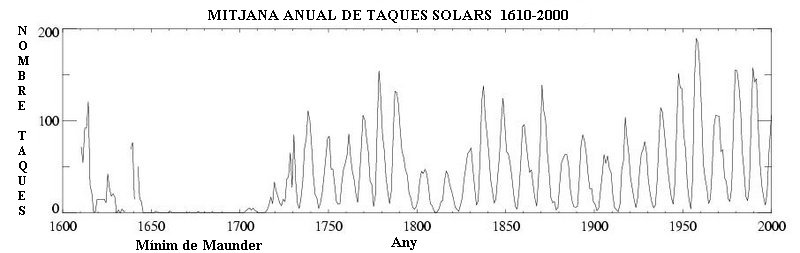
El mínim de Maunder en 400 anys d'activitat solar mesurat pel nombre de taques solars

El mínim de Maunder és el nom donat al període entre 1645 i 1715, quan les taques solars gairebé van desaparèixer de la superfície del Sol, tal com van observar els astrònoms de l'època. Rep el nom de l'astrònom solar Edward Maunder, que va descobrir la carestia de taques solar durant aqueix període estudiant els arxius d'aqueixos anys. Durant un període de 30 anys dins del mínim Maunder, els astrònoms van observar aproximadament 50 taques solars, mentre que el típic seria observar entre unes 40.000 i 50.000 taques.

## Les observacions de les taques solars
El mínim de Maunder va ocórrer entre 1645 i 1715, quan només es van observar aproximadament 50 taques en comptes de les entre 40.000 i 50.000 taques típiques. L'activitat en taques en períodes de 10 anys entre 1610 i 1681 és com segueix: 
| Taques solars per dècades | - | 1610 | 9 | - | 1620 | 6 | - | 1630 | 9 | - | 1640 | 2 | - | 1650 | 3 | - | 1660 | 1 | - | 1670 | 0 | - | 1680 | 1 |

Durant el mínim de Maunder, hi havia prou taques solars perquè pogueren extrapolar-se cicles d'11 anys. Els màxims en van ocórrer els anys 1676, 1684, 1695, 1705 i 1716.
L'activitat de la taca solar es va concentrar, llavors, en l'hemisferi del sud del Sol, excepte l'últim cicle, quan les taques solars també apareixien en l'hemisferi nord.
Segons la llei de Spörer, a l'inici d'un cicle, les taques apareixen en elevades latituds; durant el cicle van apareixent a més baixes latituds, fins que aconsegueixen latituds de 15° en el màxim solar. La mitjana en continua baixant fins a 7°, i després, mentre les taques del cicle vell s'acaben, el nou cicle albira el seu començament amb noves taques a latituds altes.
La visibilitat d'estes taques també està afectada per la rotació diferencial del Sol (distintes duracions de la rotació solar en cada latitud): 
| Latitud solar | Període de rotació |
| ------------- | ------------------ |
| 0°            | 24,7 dies          |
| 35°           | 26,7 dies          |
| 40°           | 28,0 dies          |
| 75°           | 33,0 dies          |

La visibilitat de les taques està afectada perquè les observacions es fan des de l'eclíptica i el pla de l'eclíptica està inclinat 7° respecte a l'equador del Sol (0° de latitud).

## La Petita Edat de Gel
El mínim de Maunder va coincidir amb la part més freda de l'anomenada Petita Edat de Gel, durant la qual Europa, Amèrica del Nord, i potser la resta del món, va patir hiverns molt crus.
Si hi ha una connexió causal entre la baixa activitat de les taques solars i els hiverns freds és un tema que encara es discuteix. Alguns científics pensen que la variació solar és la responsable del canvi climàtic més que el diòxid de carboni (vegeu escalfament global).

## Altres observacions
Investigacions recents publicades suggereixen que la rotació del Sol va patir un retardament en la part més central del mínim de Maunder (1666 -1700) Al nivell actual del nostre coneixement de la física solar, un Sol més gran i més lent implica necessàriament un Sol més fresc i que proporciona menys calor a la Terra. El mecanisme que fa que una estrela s'expandisca i contraga és fins i tot incert, encara que moltes estreles pateixen pulsacions.

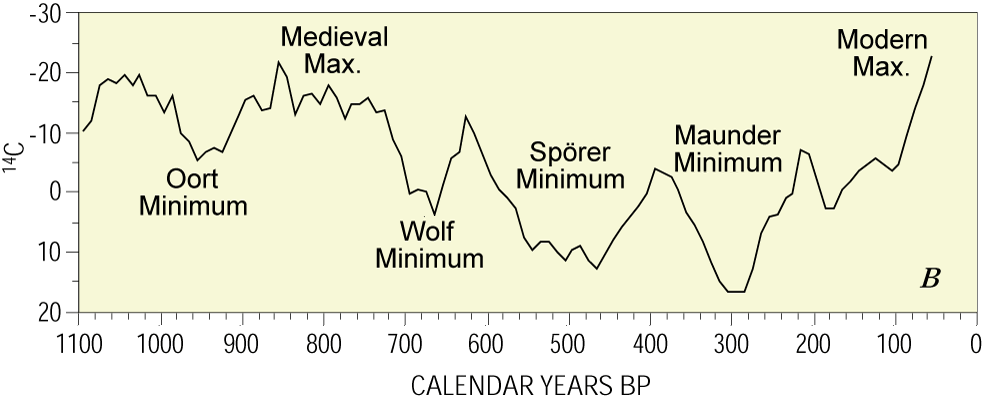
Els esdeveniments de l'activitat solar van quedar gravats en el carboni radioactiu

La més baixa activitat solar durant el mínim de Maunder va afectar la quantitat de radiació còsmica que va aconseguir la Terra. El canvi resultant en la producció de carboni 144 durant aqueix període va causar inexactitud en la datació per carboni radioactiu fins que aquest efecte va ser descobert.
L'activitat solar també afecta la producció de beril·li-10, i les seves variacions en la producció d'aquest isòtop s'usen per a reconstruir l'activitat solar.
S'han descobert altres mínims històrics de la taques solars o per l'anàlisi de carboni 14 en els testimonis de gel o en els anell dels arbres; aquests inclouen el mínim de Spörer (1450 -1540), i el mínim de Dalton (1790 -1820) En total, sembla haver-hi 18 períodes de mínims de les taques solars en els últims 8.000 anys, i els estudis indiquen que el Sol roman un quart del seu temps en aquestos mínims.